# Riccia sommieri
Riccia sommieri là một loài rêu trong họ Ricciaceae. Loài này được Levier mô tả khoa học đầu tiên năm 1900.